# Сорокін Костянтин Миколайович
Сорокін Костянтин Миколайович (21 серпня (3 вересня) 1908 — 16 травня 1981) — радянський російський актор. Заслужений артист РРФСР (1957). Народний артист РРФСР (1966).

## З життєпису
Закінчив Театральну студію М. М. Ходотова (1930) в Ленінграді.
До 1933 року — актор в театрах Пскова, Новгорода, Архангельська, Вологди.
У 1933—1942 рр. — актор Ленінградського м'юзік-холу та Театру мініатюр.
З 1941 р. працював у Театрі-студії кіноактора в Москві.
Грав у фільмах: «Дубровський» (1936, Парамошка), «Повітряний візник» (1943, Задунайський), «Близнюки» (1945, Гадалов), «Балтійці» (Сорокін) та ін., в українських кінокартинах: «Боксери» (1941, Хромченко), «Танкер „Дербент“» (1941, моторист Мишко), «Щедре літо» (1950, Теслюк), «Тарас Шевченко» (1951, єфрейтор), «Максимко» (1953, писар), «Круті сходи» (1957, Барашко), «Повість про чекіста» (1968), «Ні пуху, ні пера» (1974).
Помер 16 травня 1981 року у Москві від інфаркту міокарда. Похований 18 травня на Востряковському цвинтарі.

## Вибрана фільмографія
| Рік  | Фільм                                | Оригінальна назва                        | Роль                       |
| ---- | ------------------------------------ | ---------------------------------------- | -------------------------- |
| 1937 | Шахтарі                              | рос. Шахтёры                             | Хромченко                  |
| 1937 | Балтійці                             | рос. Балтийцы                            | Сорокін, вістовий          |
| 1938 | Людина з рушницею                    | рос. Человек с ружьём                    | вартовий                   |
| 1939 | Моряки                               | рос. Моряки                              | Стьопа                     |
| 1942 | Олександр Пархоменко                 | рос. Александр Пархоменко                | солдат                     |
| 1943 | Актриса                              | рос. Актриса                             | Зайцев                     |
| 1943 | Повітряний візник                    | рос. Воздушный извозчик                  | Задунайський               |
| 1949 | Кубанські козаки                     | рос. Кубанские казаки                    | продавець хомутів          |
| 1951 | Тарас Шевченко                       |                                          | рудий єфрейтор             |
| 1951 | Незабутній 1919 рік                  | рос. Незабываемый 1919 год               | Глинський                  |
| 1954 | Герої Шипки                          | рос. Герои Шипки                         | Макар Лизюта               |
| 1954 | Приборкувачка тигрів                 | рос. Укротительница тигров               | Ферапонт Ілліч             |
| 1955 | Максим Перепелиця                    | рос. Максим Перепелица                   | старшина Саблін            |
| 1955 | Син                                  | рос. Сын                                 | Панечкін, бригадир-шахрай  |
| 1956 | Вона вас кохає                       | рос. Она вас любит!                      | Жмухін                     |
| 1956 | Різні долі                           | рос. Разные судьбы                       | Петро Петрович             |
| 1960 | Тричі воскреслий                     | рос. Трижды воскресший                   | Василь Васильович Кисельов |
| 1962 | Черемушки                            | рос. Черёмушки                           | Курочкін                   |
| 1967 | Хроніка пікіруючого бомбардувальника | рос. Хроника пикирующего бомбардировщика | продавець військторгу      |
| 1968 | Нові пригоди невловимих              | рос. Новые приключения неуловимых        | карусельщик Мефодій        |
| 1973 | Ні пуху, ні пера                     |                                          |                            |